# Водонапорная башня (Цеханув)
Оригинальная водонапорная башня была сооружена в польском городе Цеханув в 1972 году по проекту Ежи Михала Богуславского.
Стальная гиперболоидная конструкция призвана обеспечивать максимальную устойчивость при минимальном расходе материалов. Она несёт тороидальный резервуар, вмещающий 1560 тонн воды. Высота несущей конструкции — 22 метра, диаметр — 11,25 метров внизу, 17,7 метров вверху и около семи метров «в талии». Насосная станция и трубопроводная арматура располагаются в бетонном основании башни.
В 1977 году проект водонапорной башни был удостоен премии министерства строительства Польши, тем не менее она проработала всего лишь десять лет, после чего была заброшена. Предлагалось переоборудовать сооружение в обзорную площадку или панорамный ресторан, однако это не воплотилось ввиду коррозии, поразившей несущую конструкцию. В 2017 году здесь был открыт интерактивный «научный парк Торус» под эгидой варшавского Центра науки «Коперник». Водонапорную башню отреставрировали, организовали её освещение и благоустроили территорию вокруг.